# Ellös
Ellös est une localité de Suède située dans la commune d'Orust du comté de Västra Götaland. Elle couvre une superficie de 1,21 km2. En 2010, elle compte 998 habitants.